# Newcastle Falcons
Newcastle Falcons är ett engelskt rugby union lag som spelar i högsta ligan (Guinness Premiership) i England. The Falcons spelar sina hemmamatcher på Kingston Park som ligger i Newcastle upon Tyne. Klubben grundades 1877. 

## Titlar
Engelska mästare 1997/98
Engelska cupmästare (Poweregen cup)
1976, 1977, 2001, 2004

## Nuvarande spelarprofiler
Jonny Wilkinson
Jamie Noon
Colin Charvis